# Gesa Deike
Gesa Deike (Hannover, 26 de juny de 1995) és una jugadora de waterpolo alemanya, que juga en posició de punta. Fprma part de la Selecció femenina de waterpolo d'Alemanya. Va competir al Campionat d'Europa de Waterpolo Femení de 2016, 2018 i 2020.